# اومرو آنتونوتی
اومرو آنتونوتی (ایتالیایی: Omero Antonutti؛ ‏ ۳ اوت ۱۹۳۵ – ۵ نوامبر ۲۰۱۹) بازیگر و صداپیشه اهل ایتالیا بود.

## زندگی‌نامه
آنتونوتی که در بازیلیانو، در استان اودینه (در منطقه فریولی ونتسیا جولیا در شمال شرقی ایتالیا) متولد شد، پس از کار در کارخانه‌های کشتی‌سازی، به حرفه بازیگری روی آورد و عمدتاً روی صحنه تئاتر کار کرد، به ویژه در «تئاتر استابیل دی تریسته» و «تئاتر استابیل دی جنوآ»، که در آنها اغلب زیر نظر لوئیجی اسکوارتزینا کار می‌کرد. او اولین بازی سینمایی خود را در فیلم شب‌های دلپذیر در سال ۱۹۶۶ با بازی ویتوریو گاسمن، جینا لولوبریجیدا و اوگو تونیاتسی انجام داد. برجسته‌ترین بازی او در فیلم تحسین‌شده پدرسالار از برادران تاویانی بود. در اسپانیا، او با ویکتور اریسه در جنوب و کارلوس سائورا در ال دورادو همکاری کرد. او همچنین در فیلم پیدایش: خلقت و سیل نقش نوح را بازی کرد.

## گزیدهٔ نقش‌آفرینی‌ها
- قتل
- زندگی زیباست
- پدرسالار
- ال دورادو
- شب سن لورنزو
- معجزه در سنت آنا
- کائوس
- فارینلی
- مارپیچ یونانی
- جنوب
- صبح بخیر، بابل
- تیرا دل فوئگو
- زندگی وردی
- یک داستان ساده
- زن یکشنبه
- مرز